# Westralianus
Westralianus is een geslacht van vliesvleugeligen uit de familie Torymidae. De wetenschappelijke naam van dit geslacht is voor het eerst geldig gepubliceerd in 1988 door Boucek.

## Soorten
Het geslacht Westralianus omvat de volgende soorten:
- Westralianus altinoezus Doganlar, 2011
- Westralianus microstigma Boucek, 1988